# Nijega

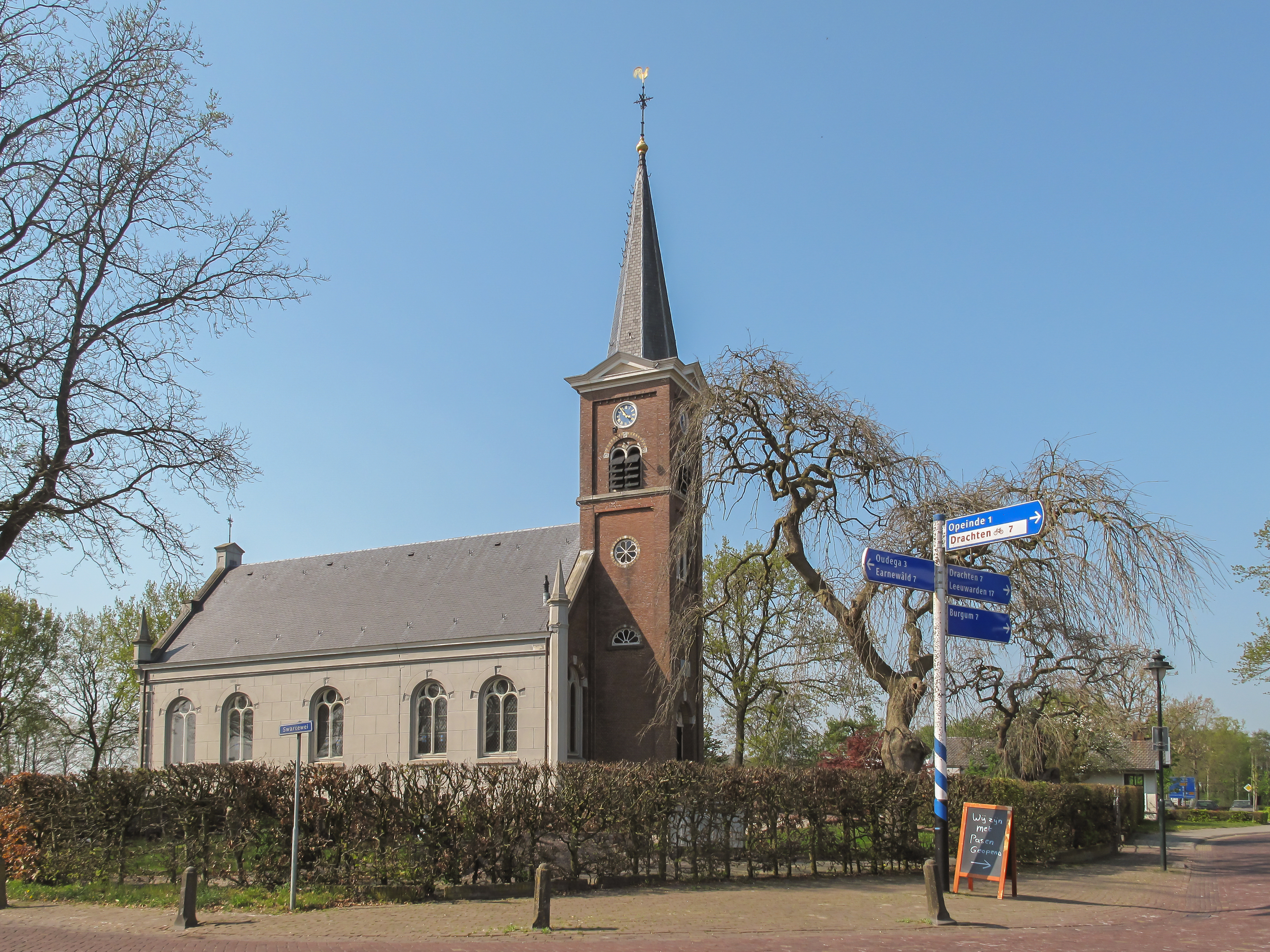
Nijega, église

Nijega est un village situé dans la commune néerlandaise de Smallingerland, dans la province de la Frise. Son nom en frison est Nyegea. Le 1er janvier 2008, le village comptait 505 habitants.